# Гратери
Гратери (итал. Gratteri) је насеље у Италији у округу Палермо, региону Сицилија.
Према процени из 2011. у насељу је живело 840 становника. Насеље се налази на надморској висини од 687 м.

## Становништво
| 1931. | 1936. | 1951. | 1961. | 1971. | 1981. | 1991. | 2001. | 2011. |
| ----- | ----- | ----- | ----- | ----- | ----- | ----- | ----- | ----- |
| 2.762 | 2.656 | 2.353 | 2.114 | 1.705 | 1.351 | 1.226 | 1.079 | 1.019 |